# Caloris Montes
Caloris Montes (/kəˈlɔːrɪs ˈmɒntiːz/; tiếng Latinh có nghĩa là "những ngọn núi nhiệt") là một dãy núi nằm trên Sao Thủy. Đây là một hệ thống các đồi và thung lũng có dạng tuyến kéo dài hơn 1.000 km về phía đông bắc từ mountainous rim của Caloris Basin trong tứ giác Shakespeare (H-3).